# Meleoma beardi
Meleoma beardi là một loài côn trùng trong họ Chrysopidae thuộc bộ Neuroptera. Loài này được Tauber miêu tả năm 1969.